# Associació Canadenca de Futbol
L'Associació Canadenca de Futbol, també coneguda per les sigles CSA (en anglès: Canadian Soccer Association, en francès: Association canadienne de football)', és l'òrgan de govern del futbol al Canadà. Va ser creada l'any 1912 a Winnipeg, província de Manitoba, amb el nom de The Dominion of Canada Football Association (DCFA) i l'any següent va afiliar-se a la Federació Internacional de Futbol Associació (FIFA).
El 1926, la DCFA va renunciar a la FIFA, però va reincorporar-s'hi l'any 1948 tot conservant el mateix nom fins que, l'any 1952, es va canviar per The Football Association of Canada. El 1958 va canviar de nom a Canadian Soccer Football Association i, des de 1971, se la coneix amb el nom actual.
La CSA és membre de la Unió Nord-americana de Futbol (NAFU) i de la Confederació del Nord, Centreamèrica i el Carib de Futbol Associació (CONCACAF) des de 1961.
La CSA és la responsable d'organitzar el futbol de totes les categories i les respectives seleccions nacionals, incloses les de futbol femení, futbol sala i la Selecció de futbol del Canadà i la Selecció femenina de futbol del Canadà.
LA Canadian Premier League és la principal competició de lliga que organitza la CSA. Va ser creada l'any 2017 i la disputen set equips.
Alguns equips professionals canadencs, com ara el Toronto Football Club, el Vancouver Whitecaps FC i el Montreal Impact, per raons geogràfiques i de proximitat disputen la Major League Soccer (MLS) que organitza la Federació de Futbol dels Estats Units.
La segona competició més important que organitza la CSA és el Campionat Canadenc de Futbol (en anglès: Canadian Championship, francès: Championnat canadien). El disputen els equips de la Premier League, la Major League i els guanyadors de les lligues regionals League1 Ontario i
Première Ligue de soccer du Québec. El guanyador té accés directe a la Lliga de Campions de la CONCACAF.